# 短鬚魮
短鬚魮（学名：Barbus microbarbis）為輻鰭魚綱鯉形目鯉科的其中一個種。原分布於非洲盧安達Luhondo湖流域，體長可達27公分，可能因引進外來物種吳郭魚，導致滅絕。

## 扩展阅读
維基物種上的相關：短鬚魮